# Berberia

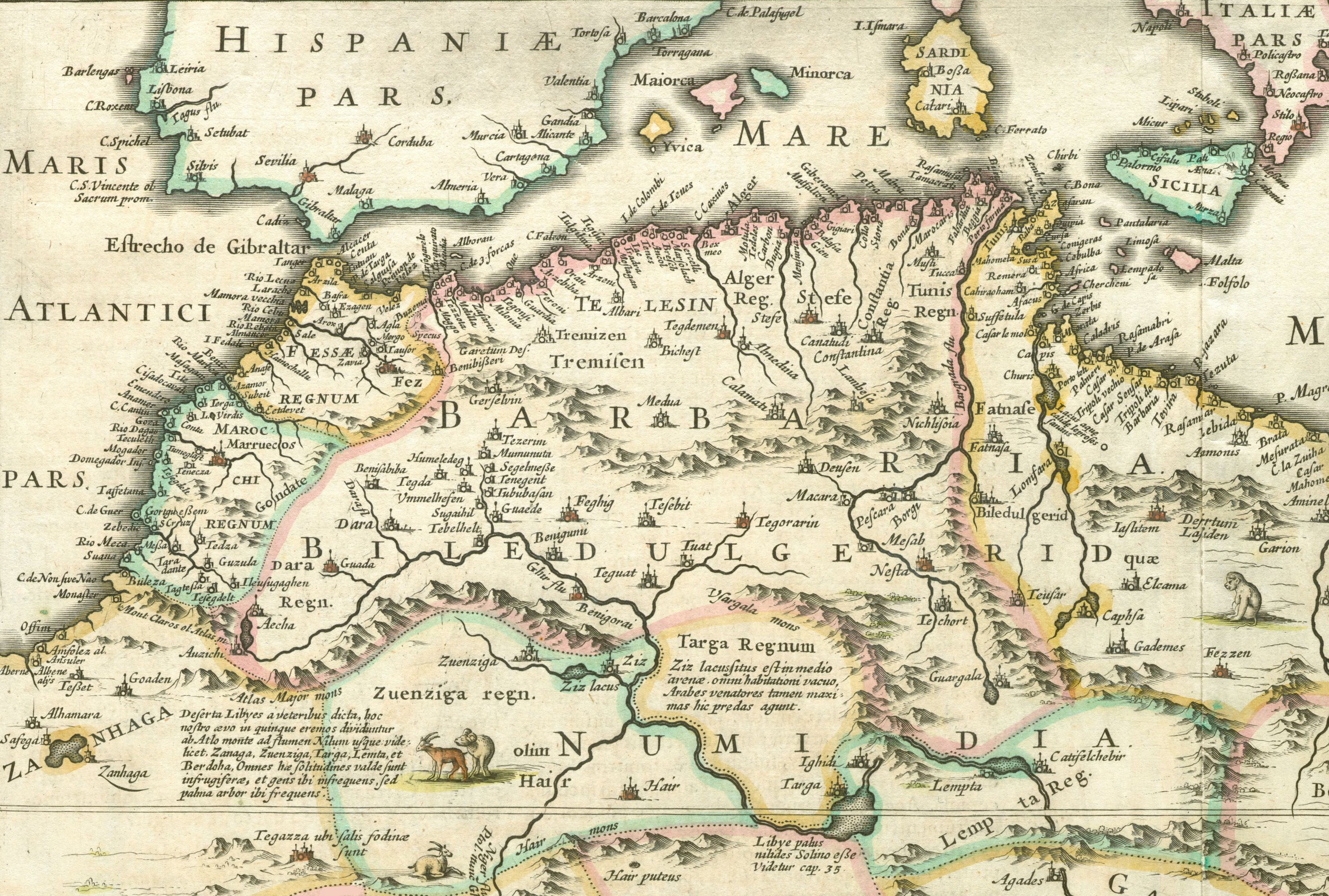
Kraje Berberii na mapie z 1701

Berberia lub Barbaria – termin używany przez Europejczyków od XVI do XIX wieku w odniesieniu do krajów Maghrebu, czyli środkowych i zachodnich nadmorskich regionów Afryki Północnej — dzisiejsze Maroko, Algieria, Tunezja i Libia.  Nazwa pochodzi od tamtejszych koczowniczych ludów – Berberów, pierwotnych gospodarzy tych ziem. Pojęcie to kojarzyło się z piratami berberyjskimi, których ostoją były porty tego wybrzeża i skąd atakowali statki i osady nadmorskie Morza Śródziemnego oraz północnego i środkowego Atlantyku. Napady te miały cele rabunkowe, ale przede wszystkim miały dostarczać brańców z Europy i Afryki subsaharyjskiej, których następnie sprzedawano jako niewolników.

## Historia

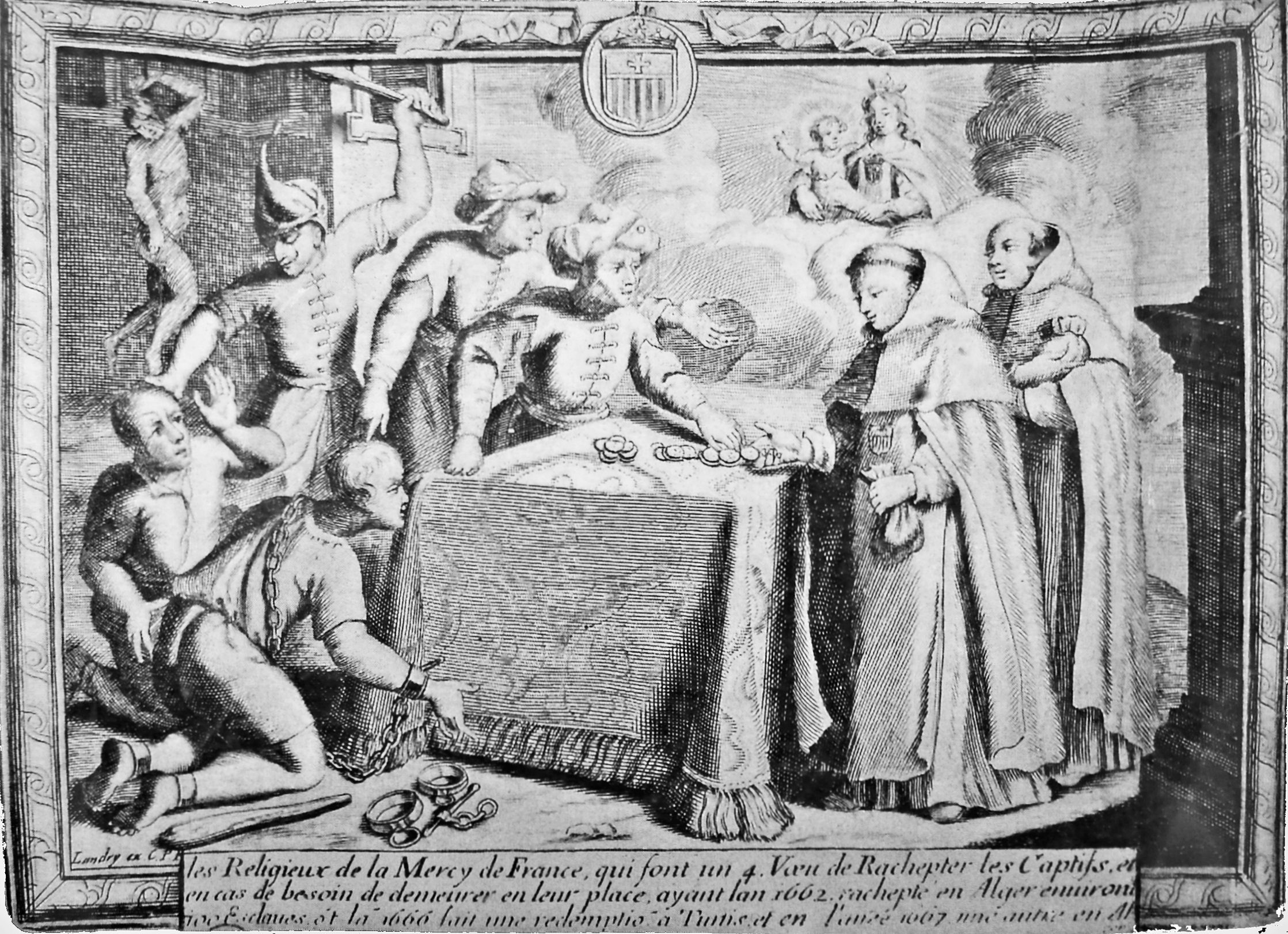
Wykupywanie europejskich niewolników z rąk berberyjskich piratów

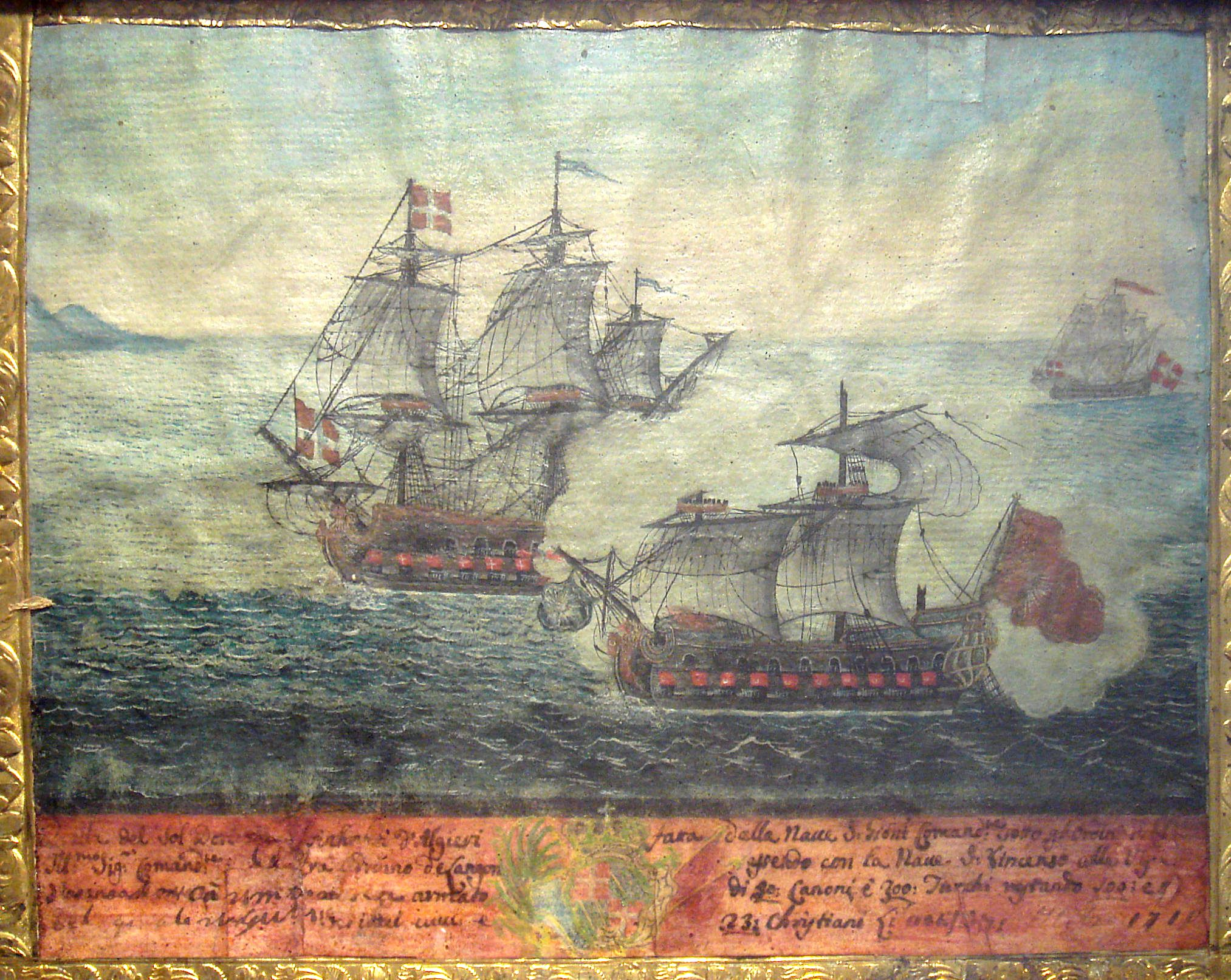
Pojedynek pirackiego okrętu z Algieru (front) i okrętu Kawalerów Maltańskich pod Langon (1719)

W sensie politycznym "Berberia" nigdy nie była jednością. Poczynając od XVI wieku dzieliła się na podobne sobie organizmy państwowe, jak Maroko, Algieria, Tunezja i Trypolitania.  Głównymi władcami w czasach wzmożonego piractwa byli pasza, czyli dej Algieru, bej Tunisu i bej Trypolisu, wierni poddani imperium osmańskiego, którzy nie mieli zamiaru obalić władzy sułtana, bowiem byli de facto niezależnymi władcami.
Wcześniej terytoria te dzieliły się na Ifrikiję, Maroko i państwo położone w zachodnio-środkowej Algierii z ośrodkami w Tilimsanie i Tijaracie.  Potężne berberyjskie dynastie, jak Almohadzi i Hafsydzi, czasami na krótko zawierały sojusze. Z europejskiej perspektywy "stolicą Berberii" był najczęściej Trypolis w dzisiejszej Libii, aczkolwiek Marrakesz w Maroku był największym i najważniejszym berberyjskim miastem. Czasami za "stolicę" uważano także Algier bądź Tanger.
Dla Europejczyków problem piractwa berberyjskiego stał się palący na początku XVI wieku, kiedy to wybrzeża Afryki Północnej zdominowali wygnani z Andaluzji Maurowie. Państwa takie jak Francja, Portugalia, Hiszpania czy Republika Wenecka wielokrotnie próbowały wyplenić ten proceder, ale dopiero w XVIII i XIX wieku zaczęły podejmować wspólne akcje zbrojne.
Pierwsza zamorska operacja bojowa w historii Stanów Zjednoczonych, przeprowadzona przez marynarkę wojenną i piechotę morską, była bitwa o Darnę w ramach I wojny berberyjskiej w roku 1805. Chodziło o zniszczenie berberyjskiego piractwa i o uwolnienie Amerykanów przetrzymywanych w niewoli.